# Crossopetalum ekmanii
Crossopetalum ekmanii är en benvedsväxtart som först beskrevs av Ignatz Urban, och fick sitt nu gällande namn av Henri Alain Liogier. Crossopetalum ekmanii ingår i släktet Crossopetalum och familjen Celastraceae. Inga underarter finns listade.